# (4512) Sinuhe
(4512) Sinuhe es un asteroide perteneciente al cinturón de asteroides, descubierto el 20 de enero de 1939 por Yrjö Väisälä desde el Observatorio de Iso-Heikkilä, en Turku, Finlandia.

## Designación y nombre
Designado provisionalmente como 1939 BM. Fue nombrado Sinuhe en homenaje a la novela Sinuhé, el egipcio cuyo autor fue el finlandés Mika Waltari.